# Scapheremaeus cornutus
Scapheremaeus cornutus är en kvalsterart som beskrevs av Balogh 1958. Scapheremaeus cornutus ingår i släktet Scapheremaeus och familjen Cymbaeremaeidae. Inga underarter finns listade i Catalogue of Life.